# Bertrice Small

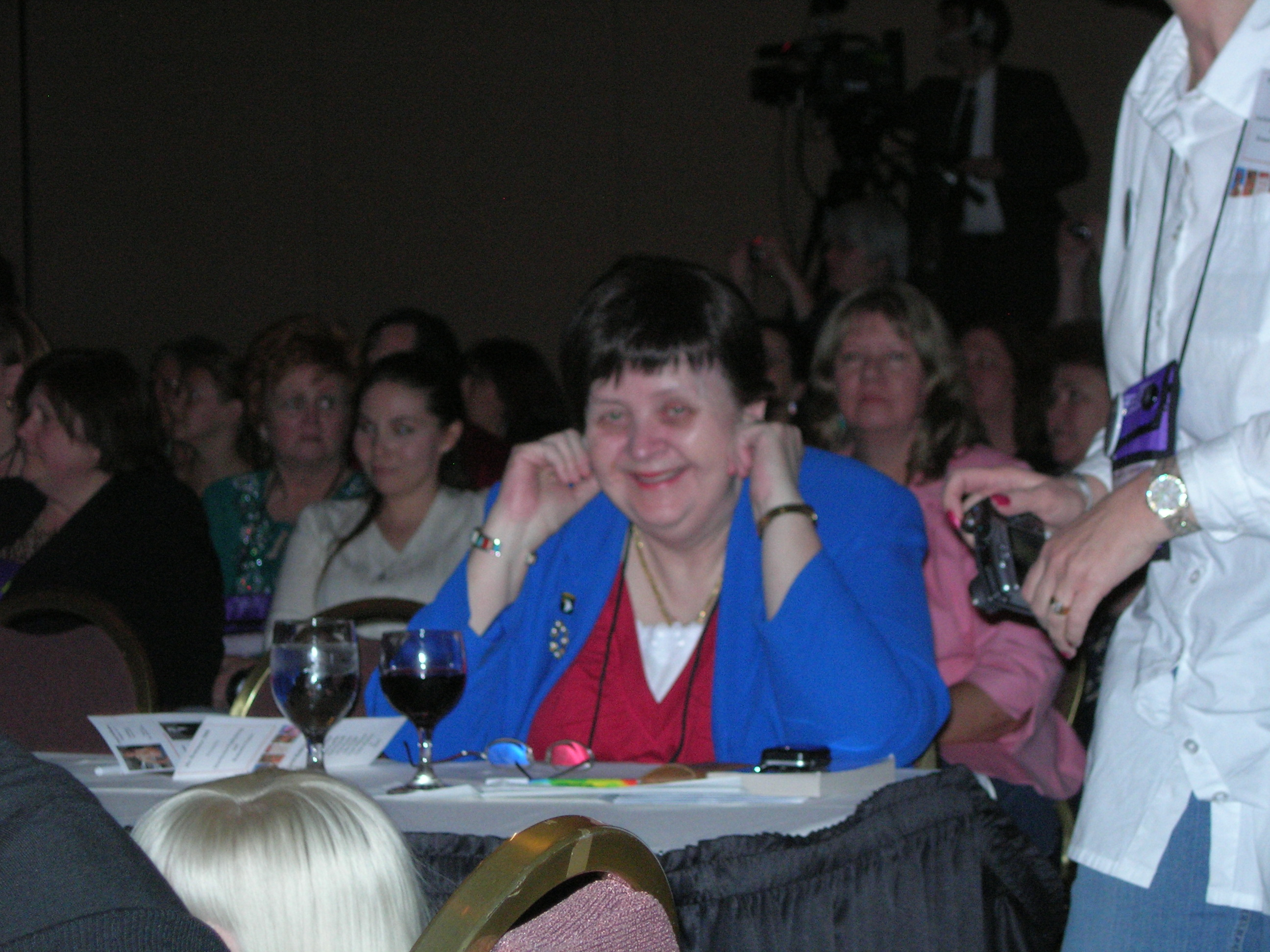
Bertrice Small (2008)

Bertrice Small (* 9. Dezember 1937 in Manhattan, New York als Bertrice Williams; † 24. Februar 2015 in Southold, Long Island, New York) war eine amerikanische Schriftstellerin. Sie war eine erfolgreiche und produktive Autorin von historischen Liebesromanen; ihr Werk wird der Trivialliteratur zugerechnet.

## Leben und Werk
Bertrice Small war die Tochter der Rundfunkpersönlichkeiten Doris S. und David R. Williams. Sie besuchte die von anglikanischen Nonnen geführte Privatschule St. Mary’s in Peekskill, New York und studierte dann am Attended Western College for Women in Oxford, Ohio (1955–1958) und an der Katharine Gibbs Secretarial School (1958–1959). Nach Erwerbstätigkeit bei wechselnden New Yorker Unternehmen heiratete sie 1963 den Fotografen und Designer George Sumner Small IV († 2012), der an der Princeton University Geschichte studiert hat. In der Ehe wurde ein Sohn geboren.
1978 publizierte Small bei Avon Books ihren ersten historischen Liebesroman, The Kadin. Dieser Bodice Ripper erzählt die Geschichte einer englischen Adligen, die in der Renaissancezeit als Sklavin in den Harem eines orientalischen Sultans verkauft wird und bei ihrem neuen Herrn erotische Erfüllung und die große Liebe findet. Noch im selben Jahr folgte eine Fortsetzung, Love Wild and Fair, mit der Geschichte einer Urenkelin der Heldin aus The Kadin. Charakteristisch für Smalls Romane waren sehr explizite Beschreibungen der sexuellen Beziehungen ihrer Figuren.
1980 wechselte Small zu Ballantine Books, einem Verlag, der seit 1973 zur Gruppe Random House gehört. Bis 2001 publizierte sie dort 16 weitere historische Liebesromane, die in ganz unterschiedlichen Teilen Europas in unterschiedlichen Epochen spielten, wie im Ägypten der Pharaonen (Beloved, 1983), in Byzanz (Adora, 1980; To Love Again, 1993), im mittelalterlichen Orient (The Love Slave, 1997), im mittelalterlichen Wales (A Moment in Time, 1991; A Memory of Love, 2000), im England der Ritterzeit (Hellion, 1999), im England der Plantagenet-Könige (The Spitfire, 1990), im elisabethanischen England (O’Malley Family Saga, 1981–1992) und in der Regency-Zeit (The Dutchess, 2001).
Seit 1986 publizierte Small daneben auch bei Penguin Books, darunter den Byzanz-Roman Enchantress Mine (1987), die Spätmittelalter-Serien Friarsgate Inheritance Saga (2002–2005) und Border Chronicles (2006–2011) und die in der florentinischen Renaissance angesiedelte Tetralogie The Silk Merchant’s Daughters (2012–2015), aber auch die Channel-Serie (2004–2011), eine 6-teilige Folge von Erotikromanen mit Handlung in der Gegenwart.
Ein weiterer Verlag, bei dem Small ihre Arbeiten von 1997 an veröffentlichte, war Kensington Books. Dort erschienen die historischen Liebesromane The Innocent (1999; englisches Mittelalter), Deceived (1998; 17. Jahrhundert), Betrayed (2001; Regency) und die Regency-Serie Skye’s Legacy (1997–2003). 2004 veröffentlichte Small mit dem in der englischen Sagenzeit angesiedelten Roman The Dragon Lord’s Daughters erstmals einen Fantasy-Liebesroman. Bis 2010 folgten 6 weitere, die sie unter dem Titel World of Hetar beim kanadischen Verlag Harlequin veröffentlichte.
Bertrice Small starb 2015 in ihrem Zuhause auf Long Island nach einem Krebsleiden an Nierenversagen.
Sie war Mitglied der Authors Guild, der Romance Writers of America und der Autorenorganisation PASIC (Published Author’s Special Interest Chapter).

## Veröffentlichungen
Englische Originalausgabe bei Avon Books erschienen:
- 1978: The Kadin (Leslie Family Saga #1)
- 1978: Love Wild and Fair (Leslie Family Saga #2)

Englische Originalausgabe bei Ballantine Books erschienen:
- 1980: Adora
- 1981: Skye O’Malley (O’Malley Family Saga #1; deutsch: Feuer der Versuchung, Heyne, 1990)
- 1982: Unconquered (Taumel des Glücks, Heyne, 1995)
- 1983: Beloved
- 1984: All the Sweet Tomorrows (O’Malley Family Saga #2; Macht der Begierde, Heyne, 1990)
- 1988: This Heart of Mine (O’Malley Family Saga #4)
- 1989: Lost Love Found (O’Malley Family Saga #5)
- 1990: The Spitfire
- 1991: A Moment in Time (Bitternis der Liebe, Heyne, 1994)
- 1992: Wild Jasmine (O’Malley Family Saga #6)
- 1993: To Love Again
- 1994: Love, remember me (Wyndham Family Saga #2)
- 1995: The Love Slave (Ketten der Liebe, Heyne, 1997)
- 1996: Hellion (Im Bann der Zauberin, Cora, 1999)
- 2000: A Memory of Love
- 2001: The Dutchess

Englische Originalausgabe bei Penguin (Signet, NAL) erschienen:
- 1986: A Love for All Time (O’Malley Family Saga #3; In den Fesseln der Leidenschaft, Cora, 1998)
- 1987: Enchantress Mine (Zauberin der Zärtlichkeit, Heyne, 1996)
- 1988: Blaze Wyndham (Wyndham Family Saga #1; Im Bann der Sehnsucht, Heyne, 1995)
- 2002: Rosamund (Friarsgate Inheritance Saga #1)
- 2003: Until you (Friarsgate Inheritance Saga #2)
- 2004: Philippa (Friarsgate Inheritance Saga #3)
- 2004: Private Pleasures (Channel Pleasures #1 [Erotic Contemporary]; Der Teufel in meinem Bett, Cora, 2007)
- 2005: The Last Heiress (Friarsgate Inheritance Saga #4)
- 2006: A Dangerous Love (The Border Chronicles #1)
- 2006: Forbidden Pleasure (Channel Pleasures #2)
- 2007: Sudden Pleasures (Channel Pleasures #3)
- 2007: The Border Lord's Bride (The Border Chronicles #2)
- 2008: Dangerous Pleasures (Channel Pleasures #4)
- 2008: The Captive Heart (The Border Chronicles #3)
- 2009: The Border Lord and the Lady (The Border Chronicles #4)
- 2010: Passionate Pleasures (Channel Pleasures #5)
- 2010: The Border Vixen (The Border Chronicles #5)
- 2011: Bond of Passion (The Border Chronicles #6)
- 2011: Guilty Pleasures (Channel Pleasures #6)
- 2012: Bianca (The Silk Merchant’s Daughters #1)
- 2013: Francesca (The Silk Merchant’s Daughters #2)
- 2013: Lucianna (The Silk Merchant’s Daughters #3)
- 2015: Serena (The Silk Merchant’s Daughters #4)

Englische Originalausgabe bei Kensington Publishing (Fawcett) erschienen:
- 1997: Darling Jasmine (Skye's Legacy #1; Geliebte Jasmin, 2001)
- 1998: Betrayed (In den Wirren des Herzens, Heyne, 2001)
- 1998: Deceived (Paradies der Sehnsucht, Heyne, 2001)
- 1999: Bedazzled (Skye's Legacy #2; Geliebte Sklavin, Heyne, 2000)
- 1999: The Innocent (Geliebte Unschuld, Heyne, 1999)
- 2001: Besieged (Skye's Legacy #3; Geliebte Herrin, Pavillon, 2003)
- 2001: Intrigued (Skye's Legacy #4)
- 2002: Just Beyond Tomorrow (Skye's Legacy #5)
- 2003: Vixens (Skye's Legacy #6)
- 2004: The Dragon Lord's Daughters

Englische Originalausgabe bei Harlequin erschienen:
- 2005: Lara (World of Hetar Series #1 [Fantasy Romance])
- 2006: A Distant Tomorrow (World of Hetar Series #2)
- 2007: The Twilight Lord (World of Hetar Series #3)
- 2008: The Sorceress of Belmair (World of Hetar Series #4)
- 2009: The Shadow Queen (World of Hetar Series #5)
- 2010: Crown of Destiny (World of Hetar Series #6)

## Auszeichnungen und Ehrungen
Bertrice Small hat zahlreiche für das Genre einschlägige Auszeichnungen, Preise und Ehrungen erhalten, darunter:
- Career Achievement for Historical Romance
- Best Historical Romance
- Outstanding Historical Romance Series
- Career Achievement for Historical Fantasy (RT Book Reviews)
- Golden Leaf (New Jersey Romance Writers chapter of Romance Writers of America)
- Author of the Year (2006, New York City Romance Writers chapter of RWA)
- Big Apple Award (New York City Romance Writers chapter of RWA)
- Silver Pen (Affair De Coeur)
- Honorable Mention (The West Coast Review of Books)
- Lifetime Achievement Award (2004, RT Book Reviews magazine)
- Pioneer of Romance (2008, RT Book Reviews)